# Dicasterie voor Instituten van Gewijd Leven en voor Gemeenschappen van Apostolisch Leven
Het Dicasterie voor de Instituten van Gewijd Leven en de Sociëteiten van Apostolisch Leven (Latijn: Congregatio pro Institutis Vitae Consecratae et Societatibus Vitae Apostolicae) is een orgaan van de Romeinse Curie.
Het dicasterie werd ingesteld op 5 juni 2022 bij de inwerkingtreding van de apostolische constitutie Praedicate Evangelium. De op dezelfde datum opgeheven congregatie voor de Instituten van Gewijd Leven en Gemeenschappen van Apostolisch Leven werd in dit dicasterie geïncorporeerd; de taken en bevoegdheden van dit orgaan werden overgedragen aan het dicasterie.
Het dicasterie is het kerkelijke orgaan dat toezicht houdt op verenigingen van katholieke religieuzen die zich verenigd hebben in een religieuze gemeenschap.
Indien dit gebeurt zonder het afleggen van kloostergeloften, worden dergelijke gemeenschappen een Gemeenschap van apostolisch leven genoemd. 
Indien dit gebeurt met het afleggen van kloostergeloften worden dergelijke gemeenschappen een Instituut van gewijd leven genoemd. Deze zijn opgedeeld in:
- ordes, als ze voor 1550 werden opgericht,
- congregaties, als ze na 1550 werden opgericht.

Het dicasterie oefent ook toezicht uit op verenigingen van katholieke leken, die zich verenigen in een gemeenschap. Een dergelijke gemeenschap wordt een seculier instituut genoemd. Zij waakt er verder over dat deze gemeenschappen zich ontwikkelen in de geest van de stichters. Drie generaal-oversten zijn lid van deze congregatie.